# يان هيرتل
يان هيرتل (مواليد 23 يناير 1929) هو لاعب كرة قدم. يلعب مع منتخب تشيكوسلوفاكيا لكرة القدم. سبق له أن لعب في كأس العالم لكرة القدم مع منتخب بلاده.

## روابط خارجية
- يان هيرتل على موقع الاتحاد الدولي (مؤرشف)  (الإنجليزية)
- يان هيرتل على موقع الاتحاد التشيكي (الإنجليزية)
- يان هيرتل على موقع قاعدة بيانات كرة القدم.إي يو (الإنجليزية)
- يان هيرتل على موقع ناشيونال فوتبول تيمز (الإنجليزية)
- يان هيرتل على موقع Soccerway.com (الإنجليزية)
- يان هيرتل على موقع عالم كرة القدم.نت (الإنجليزية)